# オットー・カール・ユリウス・ローゼンベルク
オットー・カール・ユリウス・ローゼンベルク（ロシア語: Оттон Оттонович Розенберг、英語: Otto Rosenberg。1888年7月7日、フリードリヒスシュタット（ラトビアのヤウニェルガヴァ（Jaunjelgava））生まれ。1919年11月26日没）は、ロシアの学者。現在は四角号碼（しかくごうま）と呼ばれる漢字の辞書分類方法を考案した。 

## 経歴
1888年、ロシア帝国のフリードリヒスシュタット(現・ラトビア ヤウネルラヴァ)生まれ。父はアーキビストであった。サンクトペテルブルクのギムナジウムで学び、その後はサンクトペテルブルク大学に進む。東洋学部でインド哲学を教授したフョードル・シチェルバツコイに師事し、また中国語、日本語、チベット語、サンスクリット語、モンゴル語など多くの東洋の言語を学んだ。1909年にはボン大学に留学し、ヘルマン・ヤコービと共に学んでいる。1910年に同大学を卒業。
1911年より母校のサンクトペテルブルク大学東洋学部サンスクリット科で働き始め、ベルリンのルドルフ・ランゲの下で研修を積む。その際に荻原 雲来や高楠順次郎に会っている。サンクトペテルブルクに戻ったのちは、日本語・日本文学科に異動。
1912年から1917年まで日本に留学し、西洋の禅宗の初期の研究者の一人となった。

## 研究内容・業績
- 世親の論書とくに倶舎論に見えるアビダルマ思想の理解を根底において、ひろく仏教哲学を「ダルマの理論」の展開として見てゆこうとする著作「仏教哲学の諸問題」が、1924年に出版された[2]。
- 現在は四角号碼（しかくごうま）と呼ばれる漢字の辞書分類方法を考案した。

## 著作
- ロゼンベルグ・オ1915『漢字の排列に就て』
- ロゼンベルグ・オ1916『五段排列漢字典』興文社
- ロゼンベルグ・オ1916『佛教研究名辭集』露國ペトログラド帝國大學
- ロゼンベルグ O.(佐々木現順訳)1976『仏教哲学の諸問題』清水弘文堂
- CiNii(ローゼンベルク著作)